# 야허 조선족 향
야허 조선족 향(중국어: 雅河朝鲜族乡, 병음: yǎhé cháoxiǎnzú xiāng, 만주어: ᠶᠠ ᡥᡝ
ᠰᠣᠯᡥᠣ
ᠠᡳᠮᠠᠨ
ᡤᠠᡧᠠᠨ, 중국조선어: 아하조선족향)은 랴오닝성 번시시 환런 만족 자치현 관할의 조선족 민족향이다.

## 하위 행정구역
8개의 촌을 관할하고 있다.
- 롄허촌(중국어: 联合村, 병음: Liánhé cūn, 중국조선어: 련합촌),
- 완완촨촌(중국어: 湾湾川村, 병음: Wān wān chuāncūn, 중국조선어: 만만천촌),
- 야허촌(중국어: 雅河村, 병음: Yǎ hécūn, 중국조선어: 아하촌),
- 난라오타이촌(중국어: 南老台村, 병음: Nán lǎo tái cūn),
- 난볜스하다촌(중국어: 南边石哈达村, 병음: Nánbian shí hādá cūn, 중국조선어: 남변석합달촌),
- 둥셴잉촌(중국어: 董船营村, 병음: Dǒng chuán yíng cūn),
- 황뎬쯔촌(중국어: 皇甸子村, 병음: Huáng diànzi cūn),
- 미창거우촌(중국어: 米仓沟村, 병음: Mǐ cāng gōu cūn)